# Yuzo Iwakami
Yuzo Iwakami (岩上 祐三, Iwakami Yuzo) est un footballeur japonais né le 28 juillet 1989. Il évolue au poste de milieu offensif.

## Biographie
Yuzo Iwakami inscrit huit buts en deuxième division japonaise lors de la saison 2014 avec le Matsumoto Yamaga.

## Palmarès
- Vice-champion du Japon de D2 en 2012 avec le Shonan Bellmare
- Vice-champion du Japon de D2 en 2014 avec le Matsumoto Yamaga